# Codoque

Localização de Kodok no Sudão

Codoque, ou Kodok (9° 51' 4.6" N 32° 1' 3.3" E), anteriormente chamada de Fachoda, é um povoado situado no estado de Alto Nilo, nordeste do Sudão do Sul. É conhecida pelo Incidente de Fachoda em 1898, que levou França e Reino Unido bem próximo de uma guerra para unir seus territórios coloniais na África no final no século XIX. O Entente Cordiale de 1904 levou aos britânicos trocar o nome do povoado com a esperança de apagar o incidente da memória.